# 大槻弌
大槻 弌（おおつき はじめ、1867年1月（慶応2年12月） - 1942年2月15日）は、日本の薬学者。正六位勲六等。薬学博士。大阪薬学専門学校長。長女・芳は法医学者古畑種基の妻。

## 人物
大阪府人・大槻季夫の長男。1894年7月、帝国大学医科大学薬学科卒業、薬学士の称号を得た。更に大学院に学んだ。1915年、博士会の推薦により薬学博士の学位を授けられた。
1921年、家督を相続した。趣味は旅行。宗教は神道。大阪府在籍で、住所は堺宿院町。

## 家族・親族
大槻家
- 父・季夫[3]
- 妻・千枝（1873年6月30日 -1950年5月30日、大阪、大艸久壽の姉）[3]
- 男・孝一（1897年5月7日 -1945年4月15日、大日本製薬会社技手）[3]
  - 同妻・静子（1902年10月25日 -1989年6月8日、滋賀、福永康夫の妹）[3]
- 長女・芳（1900年 -1990年4月10日、東京帝国大学医学部教授・古畑種基の妻）[5]
- 二女・文（1902年 - ?、長崎医科大学附属薬学専門部教授・末次又二の妻）[5][6]
- 三女・光（1908年 - ?、大阪府人・信田勝千代の弟・勝頼の妻）[5]
- 孫[5]

親戚
- 信田勝頼（医師）[2]
- 末次又二（名古屋薬学専門学校長）[6]
- 古畑種基（医学博士、東京大学名誉教授）